# Angie Dickinson
Pour les articles homonymes, voir Dickinson.
Angie Dickinson, née Angeline Brown, est une actrice américaine, née le 30 septembre 1931 à Kulm (Dakota du Nord).

## Biographie
Angie Dickinson est la deuxième des quatre filles de Fredericka (née Hehr) et de Leo Henry Brown. Sa famille était d'origine allemande et elle a été élevée dans la religion catholique. Son père était éditeur et rédacteur d'un journal dans la petite ville de Kulm. Elle devient rapidement cinéphile car son père était aussi le projectionniste au seul cinéma de la ville jusqu'à ce qu'il brûle. Révélée par le western Rio Bravo, qui lui valut un Golden Globe, elle est surtout connue pour ses rôles de femme policier dans des séries télévisées des années 1970 (Police Story et surtout Sergent Anderson), dont le succès populaire ouvrit la voie à ce nouveau répertoire pour les actrices. C'est également dans les années 1970, période du Nouvel Hollywood, qu'elle tourne avec de jeunes cinéastes comme John Boorman (Le Point de non-retour) et Brian De Palma (Pulsions).
Elle a été mariée avec Burt Bacharach de 1965 à 1981. Avec Bacharach, elle a eu une fille, Lea Nikki, connue sous le nom de Nikki, née un an après leur mariage. Prématurée de trois mois, Nikki avait des problèmes de santé chroniques, notamment une déficience visuelle, et a ensuite été diagnostiquée avec le syndrome d'Asperger.

## Filmographie

### Cinéma

#### Années 1950
- 1954 : Mademoiselle Porte-bonheur (Lucky Me) de Jack Donohue : une invitée de la fête (non créditée)
- 1955 : Le Bagarreur du Tennessee (Tennessee's Partner) d'Allan Dwan : Abby Dean
- 1955 : The Return of Jack Slade (it) d'Harold Schuster : Polly Logan
- 1955 : L'Homme au fusil (Man with the Gun) de Richard Wilson : Kitty (non créditée)
- 1956 : Hidden Guns de Albert C. Gannaway  : Becky Carter
- 1956 : Down Liberty Road de Harold D. Schuster : Mary
- 1956 : Tension à Rock City (Tension at Table Rock) de Charles Marquis Warren : Cathy
- 1956 : Légitime Défense (Gun the Man Down) d'Andrew McLaglen : Janice
- 1956 : The Black Whip de Charles Marquis Warren : Sally Morrow
- 1957 : Le Vengeur (Shoot-Out at Medicine Bend) de Richard L. Bare : Priscilla King
- 1957 : Porte de Chine (China Gate) de Samuel Fuller : Lucky Legs
- 1957 : Calypso Joe d'Edward Dein : Julie
- 1957 : Le Jugement des flèches (Run of the Arrow) de Samuel Fuller: Yellow Moccasin (voix)
- 1958 : I Married a Woman d'Hal Kanter :  Evelyn, la femme de Leonard
- 1958 : Cri de terreur (Cry Terror!) d'Andrew L. Stone : Eileen Kelly
- 1959 : Rio Bravo de Howard Hawks : Feathers
- 1959 : Frontière sauvage  (Frontier Rangers) de Jacques Tourneur : Rose Carver

#### Années 1960
- 1960 : I'll Give My Life (en) de William Claxton :  Alice Greenway Bradford
- 1960 : Le Buisson ardent (The Bramble Bush) de Daniel Petrie : Fran
- 1960 : L'Inconnu de Las Vegas (Ocean's Eleven) de Lewis Milestone : Beatrice Ocean
- 1961 : A Fever in the Blood de Vincent Sherman : Cathy Simon
- 1961 : Au péril de sa vie (The Sins of Rachel Cade) de Gordon Douglas : Rachel Cade
- 1962 : Amours à l'italienne (Rome Adventure) de Delmer Daves : Lyda Kent
- 1962 : La Sage-femme, le curé et le bon Dieu (Jessica) de Jean Negulesco : Jessica
- 1963 : Le Combat du capitaine Newman (Captain Newman, M.D.) de David Miller : Lt. Francie Corum
- 1964 : À bout portant (The Killers) de Don Siegel : Sheila Farr
- 1965 : Gare à la peinture (The Art of Love) de Norman Jewison : Laurie Gibson
- 1966 : La Poursuite impitoyable (The Chase) d'Arthur Penn : Ruby Calder
- 1966 : L'Ombre d'un géant (Cast a Giant Shadow) de Melville Shavelson : Emma Marcus
- 1966 : Opération Opium (The Poppy Is Also a Flower) de Terence Young : Linda Benson
- 1967 : Le Point de non-retour (Point Blank) de John Boorman : Chris
- 1967 : Le Pistolero de la rivière rouge (The Last Challenge) de Richard Thorpe : Lisa Denton
- 1969 : Sam Whiskey le dur (Sam Whiskey) d'Arnold Laven : Laura Breckenridge
- 1969 : Some Kind of a Nut de Garson Kanin : Rachel Amidon
- 1969 : La Vengeance du shérif (Young Billy Young) de Burt Kennedy : Lily Beloit

#### Années 1970
- 1971 : Si tu crois fillette (Pretty Maids All in a Row) de Roger Vadim : Miss Betty Smith
- 1971 : The Resurrection of Zachary Wheeler de Bob Wynn : Dr Layle Johnson
- 1972 : Un homme est mort de Jacques Deray : Jackie Kovacs
- 1974 : Super Nanas (en) (Big Bad Mama) de Steve Carver : Wilma McClatchie
- 1979 : L'Homme en colère de Claude Pinoteau : Karen

#### Années 1980
- 1980 : Klondike Fever de Peter Carter : Belinda McNair
- 1980 : Pulsions (Dressed to Kill) de Brian De Palma : Kate Miller
- 1981 : Charlie Chan et la Malédiction de la Reine-Dragon (Charlie Chan and the Curse of the Dragon Queen) de Clive Donner : Dragon Queen
- 1981 : Chasse à mort (Death Hunt) de Peter Hunt : Vanessa McBride
- 1987 : Super nanas II (en) (Big Bad Mama II) de Jim Wynorski : Wilma McClatchie

#### Années 1990
- 1993 : Even Cowgirls Get the Blues de Gus Van Sant : Miss Adrian
- 1995 : The Maddening de Danny Huston : Georgina Scudder
- 1995 : Sabrina de Sydney Pollack : Mrs. Ingrid Tyson
- 1996 : The Sun, the Moon and the Stars de Geraldine Creed : Abbie

#### Années 2000
- 2000 : The Last Producer de Burt Reynolds : une joueuse de poker
- 2000 : Duos d'un jour (Duets) de Bruce Paltrow : Blair
- 2000 : Un monde meilleur (Pay It Forward) de Mimi Leder : Grace
- 2001 : Big Bad Love d'Arliss Howard : Mrs. Barlow
- 2001 : Ocean's Eleven de Steven Soderbergh : une spectatrice du match de boxe
- 2004 : Mais où est passé Elvis ? (Elvis Has Left the Building) de Joel Zwick : Bobette

### Télévision
- 1958 : Man With a Camera : Closeup on Violence : Norma Delgado
- 1962 : Hitchcock Présente : les inédits (Suspicion) : Le Traquenard (Captive Audience) : Janet West
- 1965 : Hitchcock Présente : les inédits (Suspicion) : Thanatos Palace Hotel : Ariane Shaw
- 1965 : The Man Who Bought Paradise (téléfilm) : Ruth Paris
- 1968 : A Case of Libel : Anita Corcoran
- 1970 : The Love War : Sandy
- 1971 : Thief : Jean Melville
- 1971 : Enlèvement par procuration (See the Man Run) : Joanne Taylor
- 1972 : Ghost Story (série TV) : Carol Finney
- 1973 : La Voix du vampire (The Norliss Tapes) : Ellen Sterns Cort
- 1974 : Pray for the Wildcats : Nancy McIlvian
- 1974-1978 : Sergent Anderson (série TV) : Sgt. Suzanne « Pepper » Anderson
- 1977 : A Sensitive, Passionate Man : Marjorie 'Margie' Delaney
- 1978 : Ringo : Sgt. Suzanne 'Pepper' Anderson
- 1978 : Overboard : Lindy Garrison
- 1978 : Pearl (feuilleton) : Midge Forrest
- 1979 : The Suicide's Wife
- 1981 : Dial M for Murder : Margot Wendice
- 1982 : À cause d'une chaussure (One Shoe Makes It Murder) : Fay Reid
- 1982 : Cassie & Co. (série) : Cassie Holland (unknown episodes, 1982)
- 1984 : Jalousies (Jealousy) : Georgia / Laura / Ginny
- 1984 : The Homemade Comedy Special : Hostess
- 1984 : A Touch of Scandal : Katherine Gilvey
- 1985 : Orson Welles' Magic Show
- 1985 : Les Dessous d'Hollywood (Hollywood Wives) (feuilleton) : Sadie LaSalle
- 1987 : Stillwatch : Abigail Winslow
- 1987 : Les Tueurs de l'autoroute (Police Story: The Freeway Killings) : Officer Anne Cavanaugh
- 1988 : Le Dernier Western (Once Upon a Texas Train) : Maggie Hayes
- 1989 : Kojak: Fatal Flaw : Carolyn Payton
- 1989 : Vol 191 en péril (Fire and Rain) : Beth Mancini
- 1989 : Prime Target : Sgt. Kelly Mulcahaney
- 1992 : La Passagère de l'oubli (Treacherous Crossing) : Beverly Thomas
- 1993 : Wild Palms (feuilleton) : Josie Ito
- 1996 : Danielle Steel: Souvenirs d'amour (Remembrance) : Margaret Fullerton
- 1997 : Secrets de famille (Deep Family Secrets) : Rénee Chadway
- 1997 : The Don's Analyst : Victoria Leoni
- 1999 : Coup de foudre postal (Sealed with a Kiss) : Lucille Ethridge
- 2009 : Un regard sur le passé (Mending Fences) : Ruth Hanson

## Distinctions
- Golden Globe Award : Révélation féminine de l'année en 1960 pour Rio Bravo
- Golden Globe Award : Meilleure actrice dans une série télévisée dramatique en 1975 pour Sergent Anderson.